# Joan Frederic de Brandenburg-Ansbach
Joan Frederic de Brandenburg-Ansbach (en alemany Johann Friedrich von Brandenburg-Ansbach) va néixer a Ansbach (Alemanya) el 8 d'octubre de 1654 i va morir a la mateixa ciutat el 22 de març de 1686. Era un noble alemany, el fill gran d'Albert II de Brandenburg-Ansbach (1620-1667) i de Sofia Margarida d'Oettingen-Oettingen (1634-1664).
Quan es produí la mort del seu pare, el 1667, Joan Frederic encara era menor d'edat, de manera que es va nomenar un govern, encapçalat pel príncep elector Frederic Guillem de Brandenburg, perquè n'exercís la regència. A partir de 1692 va dirigir ell mateix el margraviat de Brandenburg-Ansbach. Joan Frederic va ser educat a les Universitats d'Estrasburg i de Ginebra i després va viatjar per tot Europa i especialment a França.
Era considerat un príncep tolerant i amable, però ambiciós. Va continuar la política del seu pare de bones relacions amb la casa Habsburg i va potenciar la reactivació econòmica al país. Amb tot, les seves inclinacions musicals, l'òpera i el ballet en particular, així com el luxe desmesurat va ocasionar-li problemes financers.

## Matrimoni i fills
El 5 de febrer de 1672, es va casar a Durlach amb Joana Elisabet de Baden-Durlach (1651-1680), filla de Frederic VI de Baden-Durlach (1617-1677) i de Cristina Magdelena de Wittelsbach (1616-1662). El matrimoni va tenir cinc fills:
- Leopold (1674-1676)
- Cristià Albert (1675-1692)
- Dorotea Frederica de Brandenburg-Ansbach (1676-1731), casada amb el comte Joan Reinhard III de Hanau-Lichtenberg (1665-1736).
- Jordi Frederic (1678-1703)
- Carlota (1679-1680)

Havent enviudat, es tornà a casar el 4 de novembre de 1681 a Eisenach amb Elionor de Saxònia-Eisenach (1662-1696), filla del duc Joan Jordi I (1634-1686) i de Joana de Sayn-Wittgenstein (1632-1701). D'aquest segon matrimoni en nasqueren:
- Carolina (1683-1737), casada amb Jordi II del Regne Unit (1683-1760).
- Frederic August, nascut i mort el 1685.
- Guillem Frederic (1686-1723), casat amb la princesa Cristina Carlota de Württemberg-Winnental (1694-1729).